# Шанахай
Шанахай (англ. Shanaghy; ирл. Seanachaidh) — деревня в Ирландии, находится в графстве Мейо (провинция Коннахт).